# Bahnstrecke Slite–Roma
| Museumsbetrieb im Bahnhof Hesselby |                             |                                     |                                     |
| Streckennummer: | SIRJ                        |                                     |                                     |
| Streckenlänge: | 33 km                       |                                     |                                     |
| Spurweite: | 891 mm (schwed. 3-Fuß-Spur) |                                     |                                     |
| Maximale Neigung: | 10 ‰                        |                                     |                                     |
| Minimaler Radius: | 300 m                       |                                     |                                     |
| Streckengeschwindigkeit: | 30 km/h                     |                                     |                                     |
| |                             |                                     |                                     |
| \| \| \| Strecke von Burgsvik \| \| \| \| \| Strecke von Klintehamn \| \| \| \| 0,0 \| Roma \| Roma \| \| \| \| Strecke nach Visby \| \| \| \| 3,6 \| Tule \| Tule \| \| \| 6,4 \| Hesselby (früher Gotlands Hesselby) \| Hesselby (früher Gotlands Hesselby) \| \| \| 8,9 \| Dune \| Dune \| \| \| 12,8 \| Simunde \| Simunde \| \| \| 15,3 \| Källunge \| Källunge \| \| \| 17,4 \| Larsarve \| Larsarve \| \| \| 19,8 \| Bål \| Bål \| \| \| 22,7 \| Gane \| Gane \| \| \| 29,1 \| Boge \| Boge \| \| \| 33,0 \| Slite \| Slite \| \| \| \| \| \| \| Quellen: [1] \| \| \| \| |                             |                                     |                                     |
| Strecke (außer Betrieb) |                             | Strecke von Burgsvik                | Strecke von Burgsvik                |
| Abzweig geradeaus und von links (Strecke außer Betrieb) |                             | Strecke von Klintehamn              | Strecke von Klintehamn              |
| Bahnhof (Strecke außer Betrieb) | 0,0                         | Roma                                | Roma                                |
| Abzweig geradeaus und nach links (Strecke außer Betrieb) |                             | Strecke nach Visby                  | Strecke nach Visby                  |
| Bahnhof (Strecke außer Betrieb) | 3,6                         | Tule                                | Tule                                |
| Bahnhof (Strecke außer Betrieb) | 6,4                         | Hesselby (früher Gotlands Hesselby) | Hesselby (früher Gotlands Hesselby) |
| Bahnhof (Strecke außer Betrieb) | 8,9                         | Dune                                | Dune                                |
| Bahnhof (Strecke außer Betrieb) | 12,8                        | Simunde                             | Simunde                             |
| Bahnhof (Strecke außer Betrieb) | 15,3                        | Källunge                            | Källunge                            |
| Bahnhof (Strecke außer Betrieb) | 17,4                        | Larsarve                            | Larsarve                            |
| Bahnhof (Strecke außer Betrieb) | 19,8                        | Bål                                 | Bål                                 |
| Haltepunkt / Haltestelle (Strecke außer Betrieb) | 22,7                        | Gane                                | Gane                                |
| Haltepunkt / Haltestelle (Strecke außer Betrieb) | 29,1                        | Boge                                | Boge                                |
| Kopfbahnhof Streckenende (Strecke außer Betrieb) | 33,0                        | Slite                               | Slite                               |
| |                             |                                     |                                     |
| Quellen: |                             |                                     |                                     |

Die Bahnstrecke Slite–Roma (SlRJ) war eine schmalspurige Eisenbahnstrecke auf der schwedischen Insel Gotland. Sie hatte eine Spurweite von 891 Millimeter.

## Geschichte
Die Strecke Slite–Roma wurde unter der Leitung von E. Anderson von der Slite–Roma Järnvägsaktiebolag erbaut. Der Verkehr wurde am 15. Mai 1902 aufgenommen. Es existierte zudem eine Konzession für die Strecke Slite–Lärbro, allerdings wurde dieser Streckenabschnitt wegen der schlechten wirtschaftlichen Lage nach dem Ersten Weltkrieg nicht mehr errichtet. Die größte Unterwegsstation an der Strecke war Gotlands Hässelby (heute Hässelby).
Auf der Strecke wurden Stahlschienen mit 15,2 Kilogramm pro Meter verlegt. Für den Betrieb wurden zuerst zwei Dampflokomotiven beschafft, 1920 eine weitere dazu gekauft.
| Nummer | Name    | Bauart    | Achsfolge | Hersteller                                 | Baujahr | Verbleib                              |
| ------ | ------- | --------- | --------- | ------------------------------------------ | ------- | ------------------------------------- |
| 1      | SLITE   | Tenderlok | C         | Karlstads Mekaniska Werkstad, Kristinehamn | 1900    |                                       |
| 2      | GUTE    | Tenderlok | C         | Karlstads Mekaniska Werkstad, Kristinehamn | 1901    |                                       |
| 3      | DAHLHEM | Tenderlok | 1' D      | Henschel & Sohn                            | 1920    | Museumsbahn Gotlands Hesselby Järnväg |

Außerdem kaufte die Gesellschaft zwei Drehgestellpersonenwagen der Baureihe BCo, einen zweiachsigen Postwagen und 47 zweiachsige Güterwagen. Die Kosten für Gleise und Fahrzeuge beliefen sich auf 778.380 Kronen. Mit der Zeit wurde das Rollmaterial ergänzt: 1908 kam ein zweiachsiger Personenwagen mit Postabteil der Baureihe BCD hinzu. Mit der Kauf der dritten Dampflok 1920 kamen zwei Gepäckwagen auf die Strecke.
Die Slite–Roma Järnvägsaktiebolag verfolgte mit der Klintehamn-Roma Järnvägsaktiebolag, die die Bahnstrecke Klintehamn–Roma betrieb, ab dem 1. Januar 1927 unter dem Namen Trafikförvaltningen Slite–Klintehamn eine gemeinsame Betriebsstrategie. Diese Vereinbarung bestand bis 1940 und wurde dann aufgelöst.
Der Zweite Weltkrieg hatte entscheidenden Einfluss auf alle Bahnen der Insel Gotland. Ab 1945 modernisierte die Bahn ihren Personenverkehr und mietete probeweise für verschiedene Wochentage einen von Hilding Carlssons Mekaniska Verkstad in Umeå hergestellten Triebwagen von der Klintehamn-Roma Järnvägsaktiebolag. Da allerdings die Gleisanlagen durch den hohen Verkehr während des Krieges verschlissen waren und der Personenverkehr nachließ, wurden die Umsatzerlöse schnell geringer.
1946 bestellte die SlRJ einen Trieb- und einen Beiwagen von Hilding Carlssons, die aber nicht mehr vor der Verstaatlichung 1947 ausgeliefert wurden.

## Verstaatlichung und Stilllegung
Am 1. Juli 1947 wurde die Slite–Roma Järnvägsaktiebolag verstaatlicht und bildete ab diesem Zeitpunkt eine staatliche Gesellschaft mit gleichem Namen. Zum 1. Juli 1948 wurde die SlRJ in die SJ integriert. Zwischen 1947 und 1952 wurde fast die gesamte Gleis- und Fahrzeugunterhaltung in Visby konzentriert.
Auf dem Abschnitt zwischen Slite und Boge wurde am 10. Juni 1953 der Gesamtverkehr eingestellt. Zum gleichen Zeitpunkt endete der allgemeine Verkehr auf den verbleibenden Abschnitt Boge–Roma. Allerdings wurde auf dieser Strecke sporadisch bis 1955 Güterverkehr betrieben.
Die Strecke zwischen Slite und Boge wurde unmittelbar nach der Stilllegung noch 1953 abgebaut. Die restliche Strecke zwischen Boge und Roma folgte bis 1958.

## Gotlands Hesselby Jernväg
| Ein Zug der GHJ steht abfahrbereit im Bahnhof Hesselby |                             |                                 |                                 |
| Streckenlänge: | 6,5 km                      |                                 |                                 |
| Spurweite: | 891 mm (schwed. 3-Fuß-Spur) |                                 |                                 |
| Maximale Neigung: | 10 ‰                        |                                 |                                 |
| Minimaler Radius: | 300 m                       |                                 |                                 |
| Streckengeschwindigkeit: | 30 km/h                     |                                 |                                 |
| |                             |                                 |                                 |
| \| \| 0,0 \| Hesselby \| Hesselby \| \| \| 0,7 \| Eken \| Eken \| \| \| 1,2 \| Munkebos \| Munkebos \| \| \| 2,1 \| Nygårds \| Nygårds \| \| \| \| zur Kiesgrube \| \| \| \| 2,8 \| Tule \| Tule \| \| \| 3,3 \| Kambshagtorp \| Kambshagtorp \| \| \| 5,4 \| Roma Kungsgård \| Roma Kungsgård \| \| \| 6,5 \| Roma (nur Bhf. der Museumsbahn) \| Roma (nur Bhf. der Museumsbahn) \| |                             |                                 |                                 |
| Kopfbahnhof Strecke bis hier außer Betrieb | 0,0                         | Hesselby                        | Hesselby                        |
| Haltepunkt / Haltestelle | 0,7                         | Eken                            | Eken                            |
| Haltepunkt / Haltestelle | 1,2                         | Munkebos                        | Munkebos                        |
| Haltepunkt / Haltestelle | 2,1                         | Nygårds                         | Nygårds                         |
| Abzweig geradeaus und nach rechts |                             | zur Kiesgrube                   | zur Kiesgrube                   |
| Bahnhof | 2,8                         | Tule                            | Tule                            |
| Haltepunkt / Haltestelle | 3,3                         | Kambshagtorp                    | Kambshagtorp                    |
| Bahnhof | 5,4                         | Roma Kungsgård                  | Roma Kungsgård                  |
| Kopfbahnhof Strecke ab hier außer Betrieb | 6,5                         | Roma (nur Bhf. der Museumsbahn) | Roma (nur Bhf. der Museumsbahn) |

Gotlands Hesselby Jernväg (GHJ) ist eine Museumseisenbahn auf der schwedischen Insel Gotland. Die Föreningen Gotlandståget betreibt den historischen Museumszug auf einem neu aufgebauten Streckenteil der Strecke Bahnstrecke Slite–Roma, zum Teil mit Dampflokomotive und Wagen aus der gotländischen Eisenbahnepoche. Die komplett neu gebaute 1,3 Kilometer lange Strecke führte zunächst vom Bahnhof Hesselby in Dalhem über den Haltepunkt Eken zum Haltepunkt Munkebos. Der Ausbau der Strecke auf eine Länge von sechs Kilometern bis Roma wurde 2015 abgeschlossen.
Der erste Zug auf der neuen Strecke zwischen Hesselby und Eken fuhr 1978 zum hundertjährigen Jubiläum der Eisenbahnen auf Gotland. 2007 wurde der Abschnitt Eken–Munkebos eröffnet. In Hesselby wurden der Bahnhof und der Güterschuppen sowie eine Werkstatt renoviert, es gibt zwei Wagenhallen sowie eine Drehscheibe. Im Lagerhaus der Gotländska Lantmännens Centralförening aus dem Jahre 1939 befindet sich ein Eisenbahnmuseum, in dem die Geschichte der Eisenbahnen auf Gotland dargestellt wird.
2009 wurden die Gleisanlagen des Bahnhofes Tule wieder errichtet, zudem wurden dort das Bahnhofsgebäude, ein Stallgebäude und eine Waschküche neu hergerichtet. 2010 folgte je ein Streckenstück bis Kambshagetorp (Richtung Roma) und Stall Dalhem (Richtung Munkebos). Dieser Ausbau erfolgte im Rahmen des von der Europäischen Union geförderten Projektes "Leader Gotland". Am 17. April 2012 wurde mit einem Tieflader die Lokomotive SJ Z4p 397 nach Tule gebracht, dazu weitere Güterwagen. Die erste Lok seit 1958 auf diesem Abschnitt konnte nun den Schotter von der Kiesgrube mit dem Güterzug zum weiteren Streckenausbau der in Insellage liegenden Baustelle befördern. Am 5. Mai 2013 wurden die beiden Streckenabschnitte miteinander verbunden, seitdem fahren die Museumszüge durchgehend auf 3,5 Kilometer Strecke zwischen Hesselby und Tule.
Die Strecke bis zum neuen Bahnhof Roma wurde wie geplant 2015 fertiggestellt und seit dem  Sommerfahrplan ab 24. Juni 2015 planmäßig befahren.